# Хута Чертезе (Сату Маре)
Хута Чертезе (рум. Huta Certeze) насеље је у Румунији у округу Сату Маре у општини Чертезе. Oпштина се налази на надморској висини од 287 m.

## Становништво
Према подацима из 2002. године у насељу је живело 1077 становника.

### Попис2002.
| Расподела становништва по националности 2002.‍ | Расподела становништва по националности 2002.‍ | Расподела становништва по националности 2002.‍ | Расподела становништва по националности 2002.‍ | Расподела становништва по националности 2002.‍ |
| --------------------------------------------- | --------------------------------------------- | --------------------------------------------- | --------------------------------------------- | --------------------------------------------- |
|                                               |                                               |                                               |                                               |                                               |
| Румуни                                        | Румуни                                        |                                               | 975                                           | 90,6%                                         |
| Словаци                                       | Словаци                                       |                                               | 101                                           | 9,4%                                          |